# Strojna fakulteta v Osijeku
Strojna fakulteta (izvirno hrvaško Strojarski fakultet u Slavonskem Brodu), s sedežem v Slavonskem Brodu, je fakulteta, ki je članica Univerze v Osijeku.